# Museo de Arqueología, Antropología e Historia Natural de Ranrahirca
El Museo de Arqueología, Antropología e Historia Natural de Ranrahirca se ubica en el distrito de Ranrahirca en la provincia de Yungay en la región Áncash en Perú. Posee una colección de especies de la flora y fauna de la región. Además, una serie de fotografías de las ciudades de Yungay y Huaraz antes y después del sismo ocurrido en el año 1970, así como aerofotografías del alud de 1962 que sepultó la ciudad de Ranrahirca. 
El museo es parte del Sistema Nacional de Museos del Estado del Ministerio de Cultura del Perú.

## Historia
La creación del museo fue promovida por la señora Corina Alva Villón y su hija, la bióloga Soledad Osorio, con el apoyo del alcalde de ese entonces, el profesor Gliserio Flores Cadillo. Se inauguró oficialmente el 29 de julio de 1985.
En 2019, de 1 de agosto al 26 de diciembre, fue cerrado temporalmente para realizar labores de mantenimiento y renovar la museografía.

## Colección
Unas vitrinas presentan vasijas de cerámica de las culturas Recuay (200-600 d. C.), Wari Provincial (600-900 d. C.), Aquilpo (900-1460 d. C.) e Inca Provincial (1460-1533 d. C.). Dentro de la gran sala que tiene vitrinas por todo el contorno se destaca la parte de historia natural que consiste en una buena presentación de gran número de mamíferos, aves y reptiles disecados o conservados en frascos de alcohol. Además, hay muestras de plantas comestibles y útiles, una selección de fósiles de animales marinos y una muestra de diversos minerales.
En el exterior, hay un jardín botánico en donde se pueden apreciar especies como la quina, el caucho y el árbol shagapa.